# Jordkraterlav
Jordkraterlav (Gyalecta geoica) är en lavart som först beskrevs av Göran Wahlenberg, och fick sitt nu gällande namn av Erik Acharius. Jordkraterlav ingår i släktet Gyalecta och familjen Gyalectaceae.  Arten är reproducerande i Sverige. Inga underarter finns listade i Catalogue of Life.